# 1232

## Události
- založení Kynšperka nad Ohří
- papež Řehoř IX. vydává bulu Ille humani generi

probíhající události
- 1228–1232 – Drentská křížová výprava
- 1223–1242 – Mongolský vpád do Evropy

## Narození
- ? – Manfréd Sicilský, sicilský král († 26. února 1266)
- ? – Ramón Llull, katalánský spisovatel, filosof a misionář († 29. června 1315)
- ? – Alžběta Vratislavská, velkopolská kněžna, dcera Jindřicha II. Pobožného († 16. ledna 1265)

## Úmrtí
- 15. října – Albrecht I. z Käfernburgu, arcibiskup magdeburský
- ? – Tolujchán, nejmladší syn Čingischána (* 1193)
- ? – Rudolf II. Habsburský, hrabě z Habsburgu, vévoda z Laufenburgu, Zürichgau a Aargau, alsaský lantkrabě (* ?)

## Hlava státu
- České království – Václav I.
- Svatá říše římská – Fridrich II.
- Papež –
- Anglické království – Jindřich III. Plantagenet
- Francouzské království – Ludvík IX.
- Polské knížectví – Konrád I. Mazovský – Jindřich I. Bradatý
- Uherské království – Ondřej II.
- Latinské císařství – Balduin II. a Jan z Brienne (císař-regent)
- Nikájské císařství – Jan III. Dukas Vatatzés